# Gemeindezentrum Am Fennpfuhl

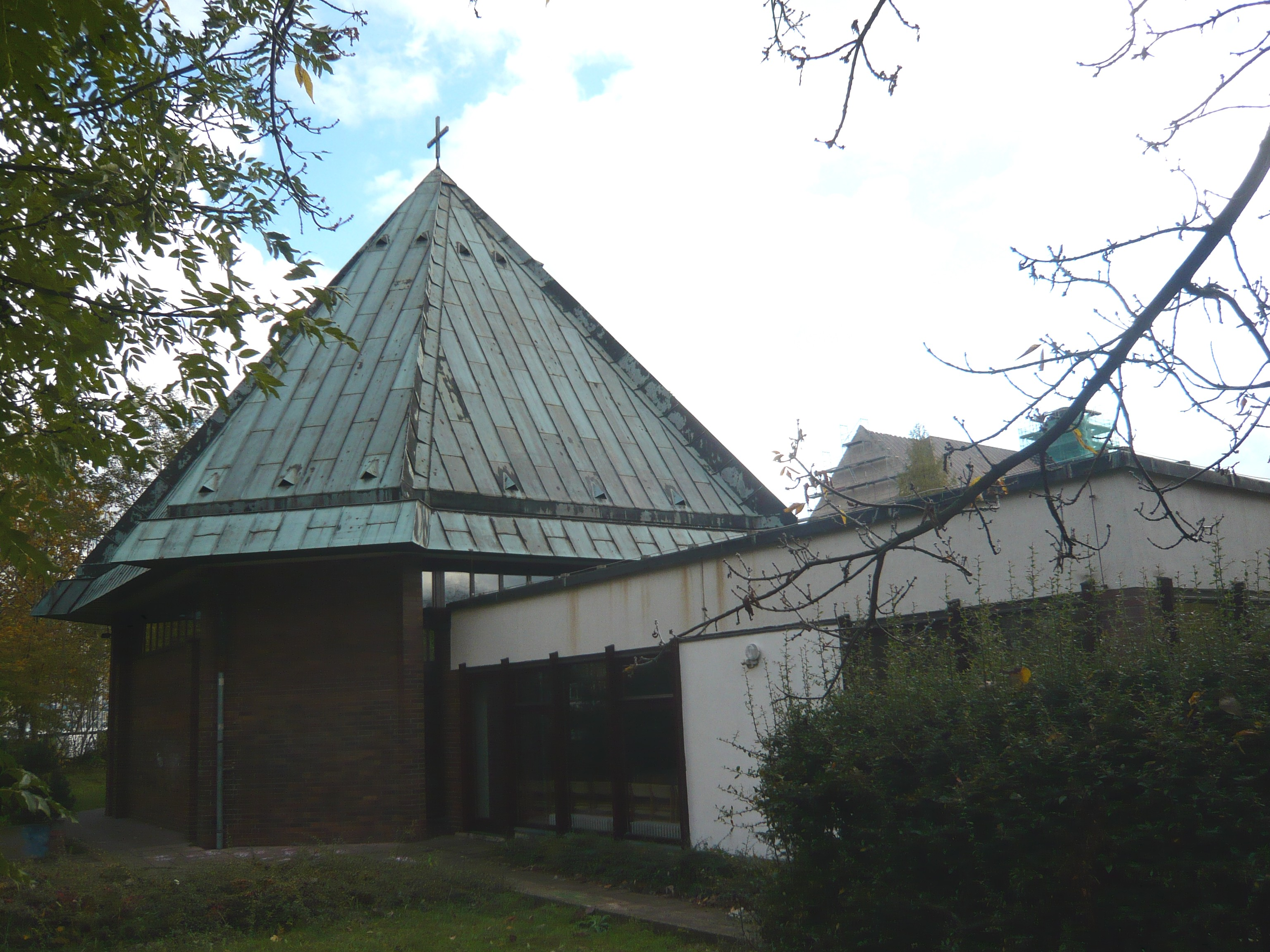
Evangelische Kirche Am Fennpfuhl

Das evangelische Gemeindezentrum Am Fennpfuhl ist ein kleiner Kirchenkomplex im Berliner Ortsteil Fennpfuhl des Bezirks Lichtenberg. Es handelt sich um einen eingeschossigen Bau mit achteckigem Zeltdach, der neben dem Gottesdienstraum Gemeinderäume und Wohnungen enthält und im September 1984 eingeweiht wurde. Das Gemeindezentrum ist ein Gebäude der Evangelischen Kirchengemeinde Lichtenberg, die zum Kirchenkreis Berlin Süd-Ost der Evangelischen Kirche Berlin-Brandenburg-schlesische Oberlausitz gehört.

## Lage
Der gegliederte Gebäudekomplex befindet sich am Weißenseer Weg Ecke Paul-Junius-Straße am Rand des Fennpfuhlparks neben einem historischen Schulgebäude aus dem Jahr 1912. Er trägt die Adresse Paul-Junius-Straße 75. Sowohl die niedrigen Bauten mit ihren Naturmaterialien als auch die wegemäßige Erschließung im Umfeld sind in die Parklandschaft eingepasst.

## Geschichte

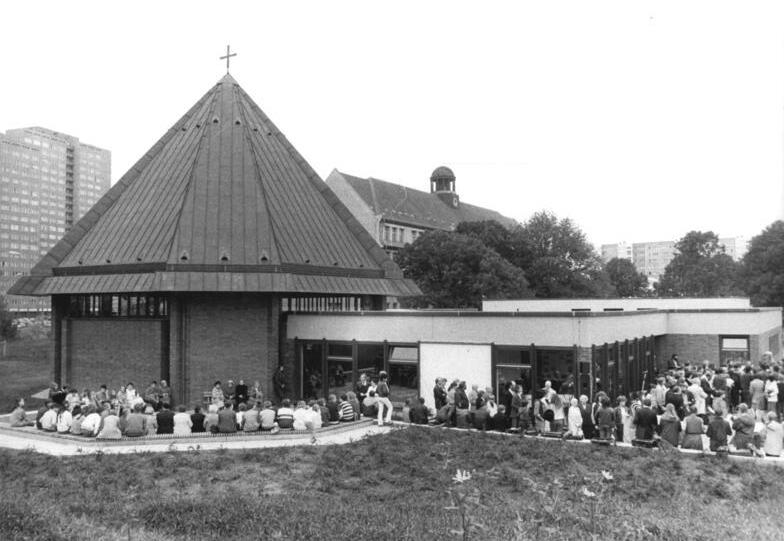
Einweihung des Gemeindezentrums am 8. September 1984

Nachdem ein großer Teil des Wohngebietes um den Fennpfuhl zu Beginn der 1970er Jahre entstanden war, begannen Mitarbeiter der zuständigen Pfarr- und Glaubensgemeinde 1974 mit einer aktiven Gemeindearbeit in dem Gebiet, vor allem durch Besuche und Gesprächskreise in Privatwohnungen. Im Jahr 1976 wurde für das entstehende Neubaugebiet um den Fennpfuhl eine eigene Kirchengemeinde, die Kirchengemeinde Am Fennpfuhl, aus der Muttergemeinde Alt-Lichtenberg ausgegründet. Diese traf sich zunächst in Räumen der Pfarr- und Glaubens-Gemeinde, der Alten Pfarrkirche Lichtenberg am Loeperplatz und einer nahegelegenen Gemeindebaracke, sowie auch weiter in Privatwohnungen.
Im Jahr 1972 vereinbarten die DDR und der Bund der Evangelischen Kirchen in der DDR ein Sonderbauprogramm für zunächst 45 kirchliche Bauvorhaben, dessen Finanzierung zu großen Teilen von der Evangelischen Kirche der Bundesrepublik übernommen wurde. Nachdem der Ministerrat der DDR 1976 auch den Neubau von Kirchen ermöglichte, legte der Bund der Evangelischen Kirchen in der DDR 1978 das Neubauprogramm Kirchen für neue Städte auf, in dessen Rahmen das Gemeindezentrum Am Fennpfuhl von 1981 bis 1984 als erstes in einem Ost-Berliner Neubaugebiet und eines von 20 evangelischen Gemeindezentren in der DDR bis 1988 gebaut wurde.
Nach der Ablehnung mehrerer ungeeigneter Baugrundstücke durch die Kirchenleitung wurde schließlich das Gelände am Rand des Fennpfuhlparks bereitgestellt. Der Architekt Horst Göbel aus der Bauakademie der DDR entwarf einen Gebäudekomplex aus einem achteckigen Kirchenhauptraum mit einem großräumigen vorgelagerten Eingangsbereich. An dieses Foyer sind weitere Räume angeschlossen, von denen einige durch verschiebbare Zwischenwände dem Gottesdienstraum zugeschlagen werden können. Die Grundsteinlegung für den Kirchenneubau erfolgte am 25. April 1982, die Bauarbeiten führte der VEB Bau Schwarzenberg aus dem Erzgebirge aus. Der neue Kirchenbau wurde nach knapp dreijähriger Bauzeit am 8. September 1984 eingeweiht. Etwa zehn Prozent der entstandenen Kosten wurden durch Spenden der Gemeindemitglieder gedeckt.

## Architektur und Ausstattung

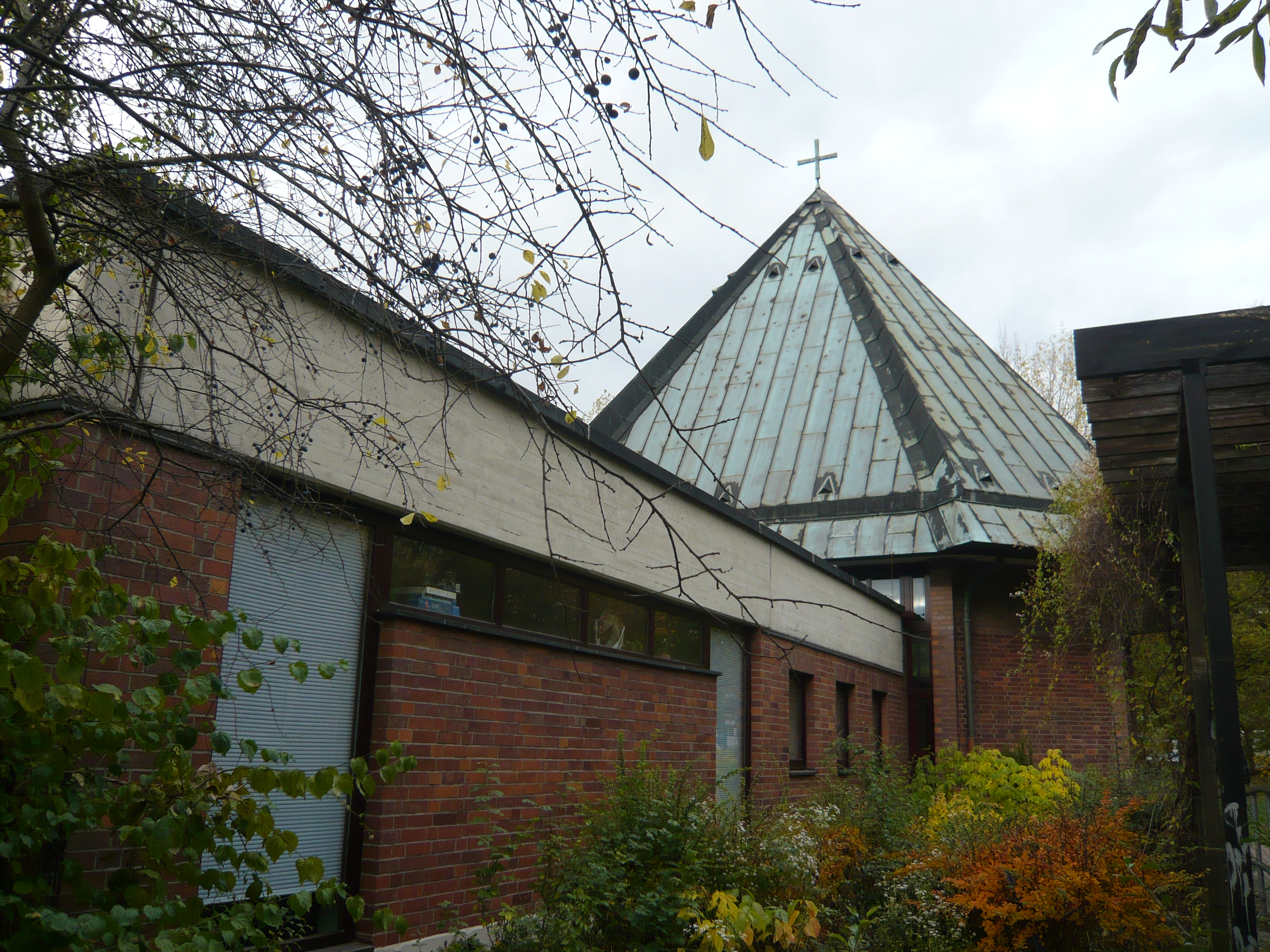
Oktogonale Kirche mit Anbau

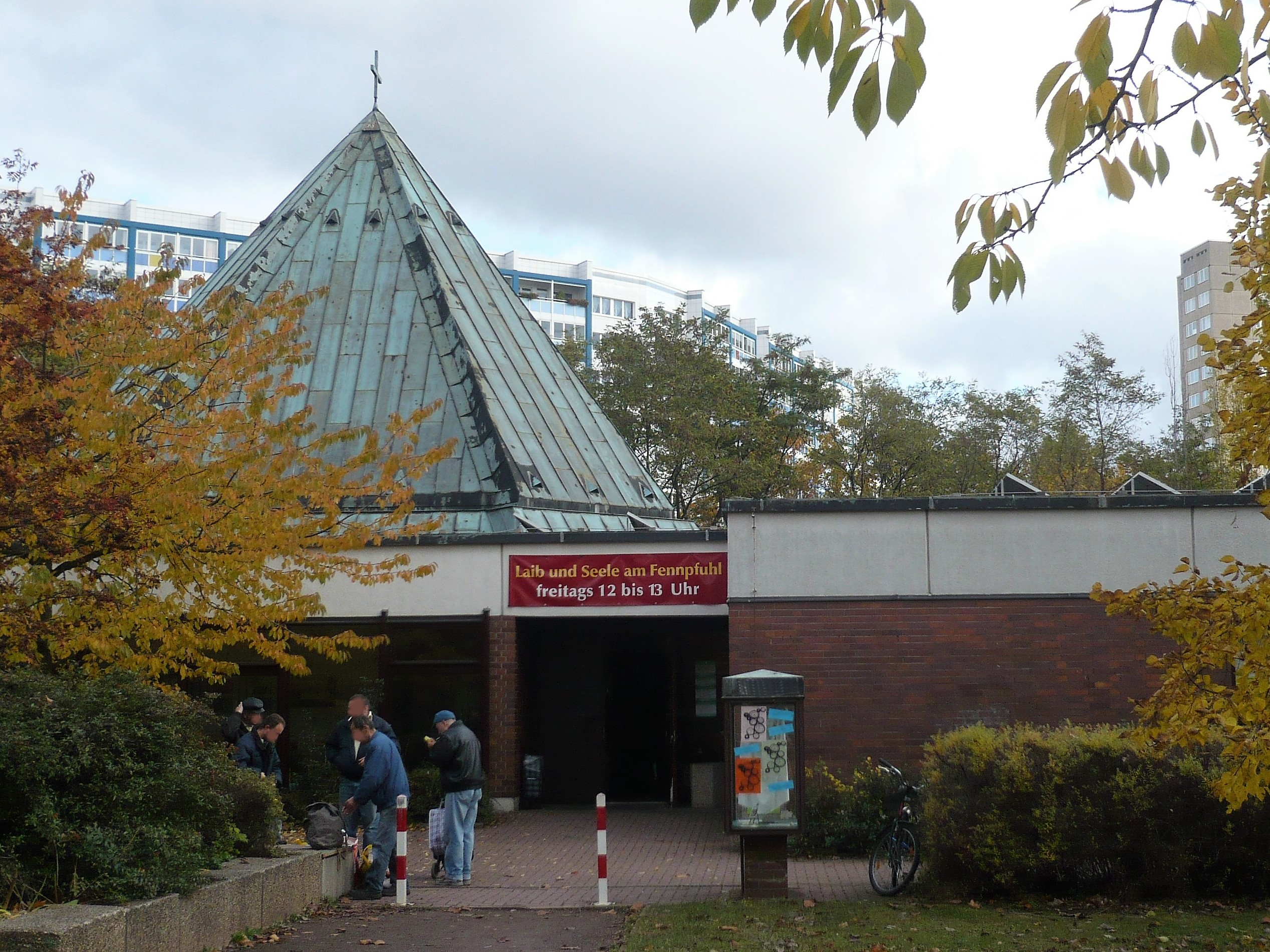
Eingang zum Gemeindezentrum

Der Gebäudekomplex ist in Klinkermauerwerk ausgeführt. Das spitz zulaufende Dach des Hauptraums ist innen mit Holz verkleidet und außen mit Kupferblech gedeckt. Einen Glockenstuhl oder Kirchturm gibt es nicht. Der Hauptraum des Gemeindezentrums, der Gottesdienst- oder Feierraum, bildet mit seinem achteckigen Grundriss und dem Zeltdach den markantesten Teil im nordöstlichen Bereich des Gebäudes. Er wird durch klare ungefärbte Fenster mit Tageslicht versorgt. Blickfang im Innern ist ein über sieben Meter hohes hölzernes Kreuz, das bis in den Dachraum reicht und den Raum zu umarmen scheint. Die Wände des Feierraums sind auch innen unverputzt. Der Raum kann mittels Schiebewänden um zwei anliegende Räume vergrößert werden und fasst dann Stühle für bis zu 200 Besucher. Altartisch, Lesepult und zwölf Leuchter sind aus dem gleichen Holz wie das große Kreuz gearbeitet, ebenso die Jesusdarstellung und der Apostelfries im Foyer. Diese Gegenstände stammen aus der Werkstatt des Bildhauers Friedrich Press, der sich auf Sakralkunst konzentrierte.
Seit dem Jahr 1992 verfügt das Gemeindezentrum über eine Orgel, die von einer Schule aus Schwalbach am Taunus gebraucht gekauft wurde. Dieses kompakte Kirchenmusikinstrument wurde von der Orgelbaufirma Gebr. Hillebrand aus Isernhagen hergestellt; es verfügt über 422 Pfeifen, sechs Register, ein Manual und ein Pedal.
Im Foyer befindet sich eine von Press ausgeführte biblische Darstellung, bestehend aus dem Apostel- oder Jüngerfries und der Christusplastik, die nach dem Motto „Da wurden die Jünger froh, dass sie den Herrn sahen“ (Joh 20,20 ) in einfachsten Formen gefertigt wurde. Sie besteht, wie auch Kreuz, Altar, Leuchter und Pult im Feierraum, aus dunkel gebeiztem kanneliertem Fichtenholz. Der Fries zeigt grob stilisiert die zwölf Jünger vor einer weiß verputzten Wand. Die Figuren sind zwar individuell gestaltet, jedoch nicht durch übliches Zubehör wie Heiligenscheine, Schlüssel oder ähnliches gekennzeichnet. Sie blicken alle in eine Richtung – dahin, wo mit vier fast quadratischen Holzteilen ein Jesusbild den Kirchenbesucher zum genauen Betrachten animiert. Ein freundliches Gesicht, eine erhobene Hand mit dem Wundmal der Kreuzigung, ein quer ausgestreckter Arm und ein vereinfachter Rumpf bilden in der Gesamtheit ebenfalls ein Kreuz.
Um das Foyer gruppieren sich ein Wintergarten und weitere Gemeinde- und Funktionsräume, die ein Atrium mit kleiner Bepflanzung umschließen. Im südlichen Teil des Ensembles schließt sich ein Wohnhaus mit zwei Wohnungen an. Auf dem Flachdach des größten Gebäudeteils befindet sich eine 1998 in Betrieb genommene Photovoltaikanlage, die eine elektrische Leistung von etwa 10 kW erreichen kann. Die Finanzierung erfolgte durch 72.000 Euro aus Eigenspenden und einem Zuschuss von 32.000 Euro von der Bewag. Im Jahr 2002 wurde mit dem Einbau von elektronisch steuerbaren Heizkörpern in den Räumlichkeiten begonnen, und die Fassade des Wohnhauses erhielt eine Wärmedämmung.
Abgesetzt von dem gegliederten ursprünglichen Gebäudekomplex steht ein einzelnes flaches Haus, das 1995 nachträglich gebaut wurde. Es dient als Jugend- und Freizeitstätte für benachteiligte Jugendliche.

## Kirchengemeinde

### Zusammenschluss 2013
Am 1. September 2013 vereinigten sich die benachbarten Gemeinden Am Fennpfuhl und Alt-Lichtenberg zur Evangelischen Kirchengemeinde Lichtenberg, nachdem die beiden Gemeinden schon vorher über viele Jahre eng zusammengearbeitet hatten, sich nahezu alle Gruppen bereits gemeinsam getroffen und die Gemeindekirchenräte zusammen getagt hatten. Seitdem ist das Gemeindezentrum Am Fennpfuhl neben der Alten Pfarrkirche Lichtenberg eines von zwei Kirchengebäuden der Evangelischen Kirchengemeinde Lichtenberg. Ökumenische Kontakte gibt es zu den katholischen Gemeinden in den Ortsteilen des Bezirks Lichtenberg, vor allem zur St.-Mauritius-Gemeinde.

### Öffentliches Auftreten der Gemeinde (Beispiele)

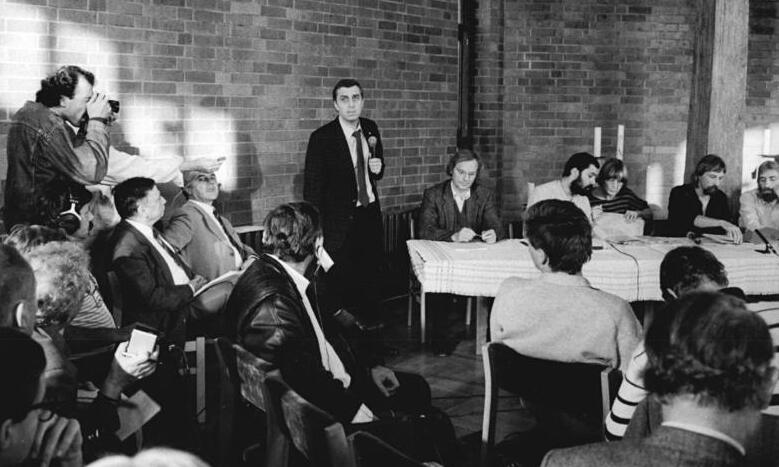
Internationale Pressekonferenz am 23. Oktober 1989 zu Polizeiübergriffen am 7. und 8. Oktober 1989 in Berlin

Die Fennpfuhlgemeinde mischte und mischt sich auch in Politik ein. Beispielsweise übergab die Gemeindeleitung 1983 ein Schreiben an das ZK der SED, in dem die Aufrüstung der Staaten des Warschauer Pakts mit Mittelstreckenraketen verurteilt wurde. Anfang Mai 1985 wurde im Gemeindezentrum am Fennpfuhl der „Arbeitskreis Solidarische Kirche“ gegründet. In der Zeit der politischen Wende trat die Kirche am Fennpfuhl am 23. Oktober 1989 durch eine gemeinsame Pressekonferenz oppositioneller Bürgergruppen in ihren Räumen in das Bewusstsein der Öffentlichkeit. 150 Gedächtnisprotokolle von Betroffenen der Übergriffe von Staatssicherheit und Volkspolizei gegen Demonstranten und Unbeteiligte am 7. und 8. Oktober 1989 in Berlin wurden Journalisten aus mehreren Ländern ausgehändigt. 1995 wurde dem Französischen Konsulat eine Unterschriftenliste gegen die Fortsetzung der französischen Atombombenversuche zugeleitet.
Am 24. Februar 2023 veranstaltete die Gemeinde eine Lange Nacht für den Frieden in ihren Räumen. Sie machte die Öffentlichkeit damit wieder aufmerksamer auf den noch nicht gestoppten Angriffskrieg von Russland gegen die Ukraine, der genau ein Jahr zuvor begonnen wurde. Teilnehmer waren u. a. der Bischof der evangelischen Kirche Berlin-Brandenburg schlesische Oberlausitz, Christian Stäblein, die Abgeordnete aus dem Senat Tamara Lüdke, aus der neu zusammengesetzten BVV Lichtenberg Alexander Roßmann und Lilia Usik, die selbst aus der Ukraine stammt.

### Nutzung der Gemeinderäume
Die Räume des Gemeindezentrums, vor allem der Wintergarten, werden seit langem für Ausstellungen der verschiedensten Art bereitgestellt.
Einmal wöchentlich dienen die Räumlichkeiten als Ausgabestelle für die Aktion Laib und Seele, eine Aktion der Berliner Tafel, der Kirchen und des rbb.
In regelmäßigen Abständen finden hier außerdem Blutspendeaktionen statt.

### Gemeindepartnerschaften
Bereits kurz nach ihrer Gründung knüpfte die evangelische Gemeinde am Fennpfuhl Kontakte mit der Trinitatis-Gemeinde in Münster, die später in feste Partnerschaftsbeziehungen übergingen. 1987 wurden von der Gemeindeleitung Vereinbarungen mit der Protestantse Gemeente Borger aus den Niederlanden sowie 1996 mit der St. Margaret’s Church aus Barming in England zur Zusammenarbeit geschlossen. Weitere Partnerschaften bestehen oder bestanden mit Gemeinden in Mönchengladbach und Anröchte.